# Zürcher Kammerorchester/Diskografie

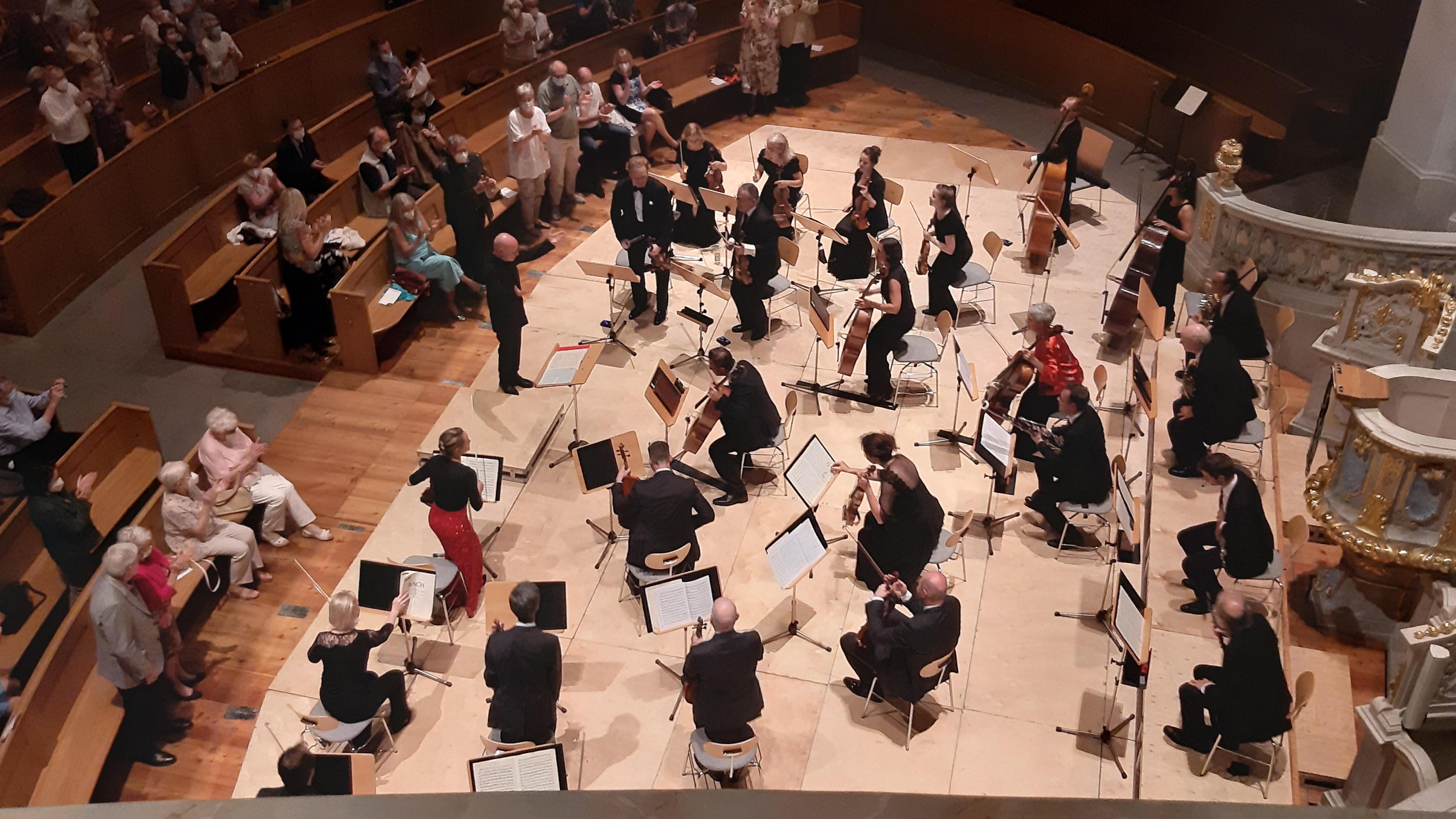
Das Zürcher Kammerorchester in der Dresdner Frauenkirche (2021)

Diese Diskografie ist eine Übersicht über die musikalischen Werke des Zürcher Kammerorchesters.

## Tonträger ZKO

### Ära Edmond de Stoutz (1945–1996)
| Jahr                       | Komponisten                                                                                     | Titel/Werke | Dirigent | Solisten/Mitwirkende | Produzent/Anmerkungen                                                        |
| -------------------------- | ----------------------------------------------------------------------------------------------- | --- | --- | --- | ---------------------------------------------------------------------------- |
| 1954 (Aufnahmejahr)        | Béla Bartók; Paul Müller-Zürich                                                                 | Divertimento for strings (Sz 113); Sinfonia no. 2 for strings and flute (op. 53) | Edmond de Stoutz | André Jaunet (Flöte) | Decca                                                                        |
| 1959 (Erscheinungsjahr)    | Peter Mieg; Franz Tischhauser; Peyrot Fernande                                                  | Concerto da camera; Kassation für 9 Instrumente; 4 quatuor vocaux; Le dimanche des rameaux; Les deux chansons; Dieu perle à l’homme | Edmond de Stoutz (ZKO); Räto Tschupp (Instrumentalensemble); Maroussia Le Marc’hadour                                     | Rudolf am Bach (Klavier) Pamela Ricci (Sopran) Marie Lise de Montmollin (Alt) Eric Tappy (Tenor) Gaston Presset (Bass) | Vanguard (Serial of Swiss Composers’ League no. 42-43)                       |
| 196?                       | Mozart                                                                                          | Konzert für Flöte und Harfe in C-Dur (KV 299); Zwei Sinfonien des jungen Mozart, D-Dur (KV 84), G-Dur (KV 199) | Edmond de Stoutz (ZKO) Antonio Janigro (Solisti di Zagreb)                                                                | Julius Baker (Flöte) Hubert Jelinek (Harfe) Solisti di Zagreb | Harmonia                                                                     |
| 1960 (Aufnahmejahr)        | William Boyce; Henry Purcell; Béla Bartók                                                       | Symphonie in C-Dur, Nr. 3; Suite für Streichorchester aus The Married Beau; Divertimento für Streicher | Edmond de Stoutz | Harry Goldenberg (Violine) | Amadeo                                                                       |
| 1960/61 (Aufnahmejahr)     | Bohuslav Martinů Karl Amadeus Hartmann                                                          | Concerto da Camera; Concerto funebre für Solovioline und Streichorchester | Edmond de Stoutz | Ulrich Lehmann (Violine) | Amadeo                                                                       |
| 1960/61 (Aufnahmejahr)     | Igor Strawinsky Béla Bartók                                                                     | Concerto en Ré für Streichorchester; Concerto in Es (Dumbarton Oaks); Divertimento für Streicher | Edmond de Stoutz | | Amadeo                                                                       |
| 1961 (Aufnahmejahr)        | Giovanni Battista Pergolesi                                                                     | Concertino 2 (G-Dur), 3 (A-Dur), 4 (f-Moll), Concerto in G-Dur für Flöte, Streicher und Cembalo | Edmond de Stoutz | André Jaunet (Flöte) | Amadeo                                                                       |
| 1961 (Erscheinungsjahr)    | Peter Mieg; Igor Strawinsky                                                                     | Konzert für Oboe und Streicher; Concerto en ré; Concerto in Es (Dumbarton Oaks) | Edmond de Stoutz | Egon Parolari (Oboe) | Amadeo                                                                       |
| 1962 (Aufnahmejahr)        | Giuseppe Tartini                                                                                | Concerto E-Dur (D 53); Concerto F-Dur (D 68); Concerto G-Dur (D 83); Concerto D-Dur (D 24) | Edmond de Stoutz | André Gertler (Violine) | Amadeo                                                                       |
| 1962/63 (Aufnahmejahr)     | Mozart; Haydn                                                                                   | Wiener Klassik: Sinfonie in G.Dur (KV 199); Sinfonie in D-Dur (KV 84); Divertimento Nr. 17, op. 3, Nr. 5 in F-Dur; Divertimento Nr. 11, op. 2, Nr. 5 in D-Dur | Edmond de Stoutz | | Amadeo                                                                       |
| 1963 (Erscheinungsjahr)    | Tomaso Antonio Vitali; Niccolò Paganini Giuseppe Tartini                                        | Die virtuose Violine: Chaconne; I Palpiti; Konzert in d-Moll für Violine und Streichorchester; Variationen | Edmond de Stoutz | Zino Francescatti (Violine) | CBS                                                                          |
| 1963 (Aufnahmejahr)        | Giuseppe Tartini                                                                                | Concerto G-Dur (D 75); Concerto in A-Dur (D 95); Concerto in D-Dur (D30) | Edmond de Stoutz | André Gertler (Violine) Franz Giegling (Continuo) | Amadeo                                                                       |
| 1962/63 (Aufnahmejahr)     | Arnold Schönberg; Anton Webern; Alban Berg                                                      | Wiener Moderne Schule: Verklärte Nacht, op. 4; Fünf Sätze, op. 5; Drei Stücke aus der Lyrischen Suite | Edmond de Stoutz | | Amadeo                                                                       |
| 1963 (Aufnahmejahr)        | Tomaso Albinoni; Giuseppe Tartini; Francesco Geminiani; Pietro Locatelli                        | Musik des Italienischen Barock: Sonata a cinque in g-moll, op. 2, Nr. 6; Sinfonie in A-Dur für Streicher; Concerto grosso in g-Moll, op. 3, Nr. 2; Introduttione teatrale VI | Edmond de Stoutz | | Amadeo                                                                       |
| 1964 (Erscheinungsjahr)    | Georg Friedrich Händel                                                                          | Klingendes Barock 11 – London: Concerto Grosso in D-Dur; Konzert für Oboe, Streichorchester und Cembalo in Es-Dur; Concerto grosso in a-Moll | Edmond de Stoutz | Egon Parolari (Oboe) | Amadeo                                                                       |
| 1964 (Erscheinungsjahr)    | Othmar Schoeck                                                                                  | Violinkonzert (op. 21); Hornkonzert (op. 65) | Edmond de Stoutz | Ulrich Lehmann (Violine) Jozef Brejza (Horn) | Amadeo                                                                       |
| 1964/65 (Erscheinungsjahr) | Henry Purcell; Matthew Locke; John Stanley; John Dowland                                        | Barockmusik aus England: Chaconne in g-Moll; Suite Nr. 1 in d-Moll; Concerto Nr. 3 in G-Dur: 4 Pacanen | Edmond de Stoutz | | Amadeo                                                                       |
| 1964/65 (Aufnahmejahr)     | Johann Sebastian Bach                                                                           | Suite für Orchester Nr. 2, h-moll; Brandenburgisches Konzert Nr. 2, F-Dur; Doppelkonzert in d-Moll für Violine, Oboe und Streicher | Edmond de Stoutz | André Jaunet (Flöte) André Raoult und André Lardrot (Oboe) Adolf Scherbaum (Trompete) Ulrich Lehmann (Violine) | Amadeo                                                                       |
| 1964/66 (Aufnahmejahr)     | Johann Baptist Vanhal; Giovanni Paisiello; Johann Stamitz                                       | Wegbegleiter der Klassik: Vanhal – Paisiello – Samitz: Sinfonie für Streicher in C-Dur; Concertino II in Es-Dur; Oboenkonzert in C-Dur | Edmond de Stoutz | Egon Parolari (Oboe) | Amadeo                                                                       |
| 1965 (Erscheinungsjahr)    | Bach                                                                                            | The Bravura Bach | Edmond de Stoutz | Adolf Scherbaum (Trompete) Ulrich Lehmann (Violoncello) André Jaunet (Flöte) André Lardrot (Oboe) | Vanguard                                                                     |
| 1965 (Aufnahmejahr)        | Giuseppe Tartini Georg Philipp Telemann                                                         | Die virtuose Viola da Gamba: Concerto für Viola da gamba und Streichorchester in D-dur; Suite für Viola da gamba concertante und Streichorchester in D-Dur | Edmond de Stoutz | Eva Heinitz (Viola da gamba) | Amadeo                                                                       |
| 1965/67 (Aufnahmejahr)     | Antonio Vivaldi; François Couperin; Jean-Philippe Rameau                                        | Concerto für Violoncello, Streicher und Basso continuo E-Moll; Sinfonia al Santo Sepolcro; Pièce en concert; Suite für Streichorchester; | Edmond de Stoutz | Gaspar Cassado (Violoncello) T. William Wendrich (Continuo) | Amadeo                                                                       |
| 1967 (Aufnahmejahr)        | Bach                                                                                            | Konzerte für 2 Klaviere und Streicher, c-Moll (BWV 1060) und C-Dur (BWV 1061) | Edmond de Stoutz | Robert und Gaby Casadesus (Klavier) | CBS                                                                          |
| 1968 (Aufnahmejahr)        | Bach; Carl Stamitz                                                                              | Simon Stanciu „Syrinx“: Suite/Ouvertüre in h-Moll BWV 1067; Flötenkonzert in G-Dur | Edmond de Stoutz | Simion Stanciu (Panflöte) | Erato Records                                                                |
| 1968 (Aufnahmejahr)        | Mozart                                                                                          | Konzert für Violine und Orchester Nr. 2 in D-Dur KV 211; Konzert für Violine und Orchester Nr. 5 in A-Dur KV 219 | Edmond de Stoutz | Zino Francescatti (Violine) | CBS                                                                          |
| 1968 (Erscheinungsjahr)    | Jean Balissat; Raffaele d’Alessandro; Hans Haug                                                 | Sinfonietta pour orchestre à cordes; Tema variato pour grand orchestre; Elégie pour hautbois et petit orchestre | Edmond de Stoutz (ZKO), Jean-Marie Auberson (Orchestre du Studio de Genève), Hans Haug (Orchestre de Chambre de Lausanne) | Orchestre de Chambre de Lausanne und Orchestre du Studio de Genève | Communauté de Travail pour la Diffusion de la Musique Suisse                 |
| 1969 (Erscheinungsjahr)    | Othmar Schoeck                                                                                  | Violinkonzert (op. 21); Hornkonzert (op. 65) | Edmond de Stoutz | Ulrich Lehmann (Violine) Jozef Brejza (Horn) | Ex Libris                                                                    |
| 197? (Erscheinungsjahr)    | Arnold Schönberg; Igor Strawinsky; Anton Webern                                                 | Schönberg, Strawinsky, Webern | Edmond de Stoutz | | Harmonia                                                                     |
| 1972 (Erscheinungsjahr)    | Franz Schubert                                                                                  | Ouvertüre in c-Moll; Fünf Deutsche Tänze mit Coda und sieben Trios für Streicher; Fünf Menuette und sechs Trios | Edmond de Stoutz | | Sonographic                                                                  |
| 1972 (Aufnahmejahr)        | Schubert; Paul Müller-Zürich                                                                    | Rondo in A-Dur für Violine und Streicher (D 438); Sonate für Streichorchester (op. 72) | Edmond de Stoutz | Nicolas Chumachenco (Violine) | Sonographic                                                                  |
| 1973 (Aufnahmejahr)        | Bach                                                                                            | Konzert in d-Moll für 2 Violinen und Streicher (BWV 1043); Konzert in d-Moll für Violine, Oboe und Streicher (BWV 1060) | Edmond de Stoutz | Nicolas Chumachenco und Brunilda Gianneo (Violine) André Lardrot (Oboe) | Sonographic                                                                  |
| 1973 (Aufnahmejahr)        | Vivaldi                                                                                         | Die vier Jahreszeiten | Edmond de Stoutz | Nicolas Chumachenco (Violine) | Sonographic                                                                  |
| 1974 (Erscheinungsjahr)    | Johann Sebastian Bach; Georg Friedrich Händel; Wolfgang Amadeus Mozart César Franck             | Die Zürcher Fraumünsterorgel: Sinfonia in D-Dur für Orgel und Orchester BWV 29; Konzert in B-Dur op. 4, Nr. 2 für Orgel und Orchester; Kirchensonate Nr. 15 in C-Dur KV 328 für 2 Violinen, Bass und Orgel; Sinfonia in d-Moll für Orgel und Orchester BWV 146; Choral Nr. 3 in a-Moll für Orgel solo | Edmond de Stoutz | Heinrich Funk (Orgel) | Jecklin Pianohaus + Disco                                                    |
| 1974 (Aufnahmejahr)        | Haydn                                                                                           | Symphonien Nr. 43 „Merkur“ und Nr. 45 „Abschieds-Symphonie“ | Edmond de Stoutz | | Ex Libris                                                                    |
| 1974 (Aufnahmejahr)        | Frank Martin                                                                                    | Polyptyque für Solovioline und zwei Streichorchester; Ballade für Flöte, Klavier und Streicher | Edmond de Stoutz | Yehudi Menuhin (Violine )Aurèle Nicolet (Flöte) Werner Bärtschi (Klavier) Yehudi Menuhin Festival Orchestra | EMI                                                                          |
| 1974/75 (Erscheinungsjahr) | Jean Philippe Rameau; Jean-Marie Leclair; Joseph Bodin de Boismortier; Marc-Antoine Charpentier | Französisches Barock: Suite in g-Moll für Streichorchester; Orchestersonate Nr. 3 in d-Moll; Orchestersonate in a-Moll; Concerto pour quatre parties de violes | Edmond de Stoutz | | Sonographic                                                                  |
| 1974/75 (Aufnahmejahr)     | Schubert                                                                                        | Franz Schubert: Symphonie Nr. 5 in B-Dur; Rondo in A-Dur für Violine und Streicher; Konzertstück in D-Dur für Violine und Orchester | Edmond de Stoutz | Nicolas Chumachenco (Violine) | Sonographic                                                                  |
| 1975 (Aufnahmejahr)        | Haydn                                                                                           | Klavierkonzerte in D (Hob. XVII:11) und G (Hob. XVIII:4) | Edmond de Stoutz | Arturo Benedetti Michelangeli (Klavier) | EMI                                                                          |
| 1976 (Erscheinungsjahr)    | Frank Martin                                                                                    | Polyptique for solo violin and two string orchestras; Ballade for flute, string orchestra and piano; Ballade for viola, wind orchestra and percussion | Edmond de Stoutz | Aurèle Nicolet (Flöte) Werner Bärtschi (Klavier) Yehudi Menuhin (Violine und Viola) Menuhin Festival Orchestra | EMI                                                                          |
| 1976 (Erscheinungsjahr)    | Haydn                                                                                           | Symphonien Nr. 26 und 37 | Edmond de Stoutz | | Ex Libris                                                                    |
| 1976 (Erscheinungsjahr)    | Haydn                                                                                           | Nelson-Messe: Missa in angustiis (Hob XXII: 11) | Edmond de Stoutz | Agnes Giebel (Sopran) Arlette Chédel (Alt) Karl Markus (Tenor) Philippe Huttenlocher (Bass) Zürcher Konzertchor | Sonographic                                                                  |
| 1976 (Erscheinungsjahr)    | Mozart                                                                                          | Konzertante Sinfonie für Violine und Viola Es-Dur (KV 364) | Edmond de Stoutz | Hansheinz Schneeberger (Violine) Walter Kägi (Viola) | Turicaphon                                                                   |
| 1978 (Aufnahmejahr)        | Mozart                                                                                          | Klavierkonzerte in B-Dur (KV 456 und 595) | Edmond de Stoutz | Brigitte Meyer (Klavier) | Ex Libris                                                                    |
| 1978 (Erscheinungsjahr)    | Johann Joachim Quantz; Carl Stamitz                                                             | Peter-Lukas Graf spielt Flötenkonzerte: Konzert für Flöte und Streicher in G-Dur; Konzert in G-Dur für Flöte und Streicher | Edmond de Stoutz | Peter-Lukas Graf (Flöte) | Claves                                                                       |
| 1978 (Aufnahmejahr)        | Ludwig van Beethoven; Mozart                                                                    | Romanze für Violine und Orchester in G-Dur op. 40; Romanze für Violine und Orchester in F-Dur op. 50; Violinkonzert in A-Dur KV 219 | Edmond de Stoutz | Shmuel Ashkenasi (Violine) | Tudor                                                                        |
| 1980 (ca.)                 | Arthur Furer                                                                                    | Kathedrale – Triptychon für zwei dreistimmige Frauenchöre a cappella nach Texten von Hans Rhyn; Fantasie für Klavier und Kammerorchester; Miniaturen für Violine und Klavier; Divertimento für Oktett                                                                                                 | Edmond de Stoutz (ZKO), Arthur Furer (Seminarchor Martzilli Bern)                                                         | Urs Peter Schneider und Otto Seger (Klavier) Ilse Mathieu, Ulrich Lehmann und Louis Dober (Violine) Erich Meyer (Viola) Gilbert Rossi (Violoncello) Edgar Kremsa (Kontrabass) Kurt Weber(Klarinette) Florenz Jenny (Fagott) Kurt Hanke (Horn) Seminarchor Marzili Bern | s.n.                                                                         |
| 1980 (Aufnahmejahr)        | Mozart                                                                                          | Klavierkonzerte in A-Dur (KV 414) und Es-Dur (KV 449) | Edmond de Stoutz | Brigitte Meyer (Klavier) | Ex Libris                                                                    |
| 1981 (Erscheinungsjahr)    | Heinz Marti; Peter Mieg; Franz Tischhauser                                                      | Aurora e danza a Marena für Streichorchester und kleines Schlagwerk; Triple concerto dans le goût Italien für Violine, Viola, Cello und Streichorchester; Dr. Bircher und Rossini Tafelmusik für Cembalo und Streichorchester                                                                         | Edmond de Stoutz (ZKO) Mario Venzago (Festival Strings Lucerne)                                                           | Festival Strings Lucerne | Musikverlag zum Pelikan, Zürich (Serie Schweizer Musik des 20. Jahrhunderts) |
| 1981 (Aufnahmedatum)       | Giovanni Battista Pergolesi                                                                     | Stabat Mater | Edmond de Stoutz | Kathrin Graf (Sopran) Kale Lani Okazaki (Alt) Zürcher Konzertchor | ZKO                                                                          |
| 1981 (Erscheinungsjahr)    | Wladimir Vogel                                                                                  | Concertino für Flöte und Streichquartett | Edmond de Stoutz | Günter Rumpel (Flöte) | DRS                                                                          |
| 1982 (Aufnahmedatum)       | Mozart                                                                                          | Fagottkonzert B-Dur (KV 191); Klarinettenkonzert, A-Dur (KV 622) | Edmond de Stoutz | Klaus Thunemann (Fagott) Thomas Friedli (Klarinette) | Claves                                                                       |
| 1990 (Aufnahmejahr)        | Mozart; Haydn; Vincenzo Bellini; Johann Nepomuk Hummel                                          | Classical Trumpet Concertos: Trompetenkonzert in As-Dur; Trompetenkonzert in D-Dur; Trompetenkonzert in Es-Dur; Introduktion, Thema und Variationen | Edmond de Stoutz | Maurice André (Trompete) | EMI                                                                          |
| 1991 (Aufnahmejahr)        | Frank Martin                                                                                    | Polyptyque; Pavane couleur du temps; Petite Symphonie Concertante | Edmond de Stoutz | Zbigniew Czapczynski (Violine) Chantal Mathieu (Harfe) Verena Graf (Cembalo) Carl Rütti (Klavier) | VDE-Gallo                                                                    |
| 1992 (Aufnahmejahr)        | Haydn                                                                                           | Deux concertos pour violoncelle et orchestre à cordes: Cellokonzert in C-Dur Hob. VIIb:1; Cellokonzert in D-Dur Nr. 2 Hob. VIIb: 2 | Edmond de Stoutz | Wen-Sinn Yang (Violoncello) | Victoire Music                                                               |
| 1993 (Aufnahmejahr)        | Mozart                                                                                          | Frühe Orchestermusik: Simphonie in Es-Dur KV 16; Sinfonie in C-Dur KV 73; Serenata notturna in D-Dur KV 239; Sinfonie in G-Dur KV 199 | Edmond de Stoutz | | GFZKO                                                                        |
| 1993 (Aufnahmejahr)        | Mozart; Antonín Dvořák; Jacques Offenbach                                                       | Serenata notturna in D-Dur KV 239; Serenade für Streichorchester in E-Dur op. 22; Serenade in C-Dur (Bearbeitung Max Schönherr) | Edmond de Stoutz | | GFZKO                                                                        |
| 1994 (Aufnahmejahr)        | Franz von Suppè                                                                                 | Requiem | Edmond de Stoutz | Malin Hartelius (Sopran) Verena Barbara Gohl (Alt) Wolfgang Bünten (Tenor) Oliver Widmer (Bass) Zürcher Konzertchor | Novalis                                                                      |

### Ära Howard Griffiths (1996–2006)
| Erscheinungsjahr | Komponisten | Titel/Werke | Dirigent                          | Solisten/Mitwirkende | Produzent/Anmerkungen                                                                                 |
| ---------------- | --- | --- | --------------------------------- | --- | --- |
| 1997             | Mozart | Symphonie Nr. 25, g-Moll KV 183; Symphonie Nr. 15, G-Dur KV 124; Symphonie Nr. 36 C-Dur KV425 „Linzer“                                                   | Howard Griffiths                  | | Novalis                                                                                               |
| 1997             | Camille Saint-Saëns Modest Mussorgski Peter Tschaikowski John W. Bratton | De Teddy-Bär im Konzert |                                   | | |
| 1997             | Edvard Grieg; Carl Nielsen; Jean Sibelius; Dag Wirén | „Aus Holbergs Zeit“ sowie Werke von Sibelius, Nielsen, Wirén                                                                                             | Howard Griffiths                  | | Novalis/AVC                                                                                           |
| 1998             | Ferdinand Ries | Ferdinand Ries – Sinfonien 3 und 5 | Howard Griffiths                  | | CPO                                                                                                   |
| 1998             | Luigi Cherubini | Symphony in D major; Overtures Lodïska & 11 Giulio Sabino                                                                                                | Howard Griffiths                  | | DRS/CPO                                                                                               |
| 1998             | Mozart | Sinfonie Nr. 38 D-Dur (KV 504) „Prager“ | Howard Griffiths                  | | Novalis/AVC                                                                                           |
| 1998             | Camille Saint-Saëns | Le Carnaval des Animaux; Beethoven Variations op. 35; Introduction et Rondo capriccioso op. 28                                                           | Howard Griffiths                  | Ferhan & Ferzan Önder (Klavier) | DRS/Sound Arts                                                                                        |
| 1999             | Willy Burkhard | Willy Burkhard: Concertino op. 60; Toccata op. 55; Konzert op. 50                                                                                        | Howard Griffiths                  | Patrick Demenga (Violoncello) | Novalis/AVC                                                                                           |
| 1999             | John W. Bratton; David Hönigsberg; Modest Peter Mussorgsky; Nikolai Rimski-Korsakow; D. James La Rocca; Gioachino Rossini; Camille Saint-Saëns; Peter Tschaikowsky                   | De Teddy-Bär im Konzert | Howard Griffiths                  | Jörg Schneider (Sprecher) Fine Arts Brass Ensemble | Tudor                                                                                                 |
| 1999             | Mozart | Arturo Benedetti Michelangeli: Mozart: Klavierkonzert Nr. 15 B-Dur (KV 450); Klavierquartett Nr. 9 in Es-Dur (KV 493)                                    | Edmond de Stoutz                  | Arturo Benedetti Michelangeli(Klavier) Jean-Pierre Wallez (Violine) Claude-Henry Joubert (Viola) Franky Dariel (Cello) | Aura Music                                                                                            |
| 691999           | Mozart | Mozart Sinfonien Nr. 31 „Pariser“, 33 & 34 | Howard Griffiths                  | | Novalis                                                                                               |
| 1999             | Raffaele d’Alessandro | Serenade für Englischhorn (op. 12); Sinfonietta für Orchester (op. 51); Fagottkonzert (op. 75); Oboenkonzert (op. 79)                                    | Ronald Zollmann                   | Kurt Meier (Oboe) Michel Rosset (Englischhorn) Franziska Weibel Nykiel (Fagott) Karl-Andreas Kolly (Klavier) | Pan classics                                                                                          |
| 1999             | Luigi Boccherini; Arcangelo Corelli; Antonín Dvořák; Joseph von Eybler; Marin Marais; Mozart; Giacomo Puccini; Johann & Joseph Strauss; Max Reger; Antonio Vivaldi                   | Season’s Greetings | Howard Griffiths                  | Maurice Steger (Blockflöte) Daniel Hellmann (Sopran) Raphael Höhn (Alt) Naoki Kitaya (Cembalo) Yasunori Imamura (Theorbe) Zürcher Sängerknaben | ZKO                                                                                                   |
| 2000             | Meinrad Schütter; Hans Schaeuble | Klavierkonzerte: Klavierkonzert (1985); Konzert für Klavier und Streichorchester op. 50                                                                  | Howard Griffiths                  | Josias Just (Klarinette) Antoine Rebstein (Klavier) | Migros (Serie Musikszene Schweiz)                                                                     |
| 2000             | Jean Daetwyler; Heinz Marti; Paul Huber | Konzerte für Schweizer Volksmusikinstrumente: Alphorn Concerto No. 2; Muotathaler Nachtmusik; Hackbrett Concerto                                         | Howard Griffiths                  | Matthias Kofmehl (Alphorn) Markus Flückiger (Schwyzerörgeli) Matthias Ziegler (Flöte) Benno Bernet (Hackbrett) Katsunobu Hiraki (Schlagzeug) | Migros (Serie Musikszene Schweiz)                                                                     |
| 2000             | Haydn | Joseph Haydn – die Schöpfung | Howard Griffiths                  | Edita Gruberova (Sopran) Andreas Scheidegger (Tenor) Alfred Reiter (Bass) Zürcher Sängerknaben | Nightingale classics                                                                                  |
| 2000             | Robert Fischer; Johannes Brahms; Franz Vinzenz Krommer; Carl Maria von Weber | O kühler Wald, wie rauschest du…; Lieder und Romanzen op. 93 für Chor a cappella; Sätze für Harmonie-Musik aus op. 57, 71 und 78; Freischütz-Messe in Es | André Fischer                     | Eveline Bill (Sopran) Jordanka Milkova (Alt) Konrad von Aarburg (Bariton) Michael Raschle (Bassbariton) Zürcher Sängerchor | Zürcher Konzertchor                                                                                   |
| 2000             | Ferdinand Ries | Ferdinand Ries – Sinfonien 1 und 2 | Howard Griffiths                  | | CPO                                                                                                   |
| 2000             | Mozart | Mozartissimo | Howard Griffiths                  | | AVC                                                                                                   |
| 2000             | Leopold Koželuch | Klavierkonzert, Zwei Sinfonien | Paul Goodwin                      | Karl-Andreas Kolly (Klavier) | AVC                                                                                                   |
| 2001             | Heinrich Ignaz Franz Biber; Claude Debussy; Georg Druschetzky; Georg Friedrich Händel; Ottorino Respighi; Giovanni Battista Sammartini                                               | With Compliments | Howard Griffiths                  | Elena Mosuc (Sopran) Maurice Steger (Blockflöte) Naoki Kitaya (Orgel) Nicola Mosca (Harfe) Siegfried Schmid (Pauke) | ZKO                                                                                                   |
| 2001             | Emil Moser; Jörg Schneider | Jim Knopf & co. | Jan Schultsz                      | Original Jim Knopf Orchester | Universal                                                                                             |
| 2001             | Mozart | Sinfonia Concertante KV 364, Es-Dur Sinfonie KV 543 | Howard Griffiths                  | Bradley Creswick (Violine) Semra Griffiths (Viola) | Novalis/AVC                                                                                           |
| 2002             | Beethoven | Tripelkonzert | Howard Griffiths                  | Trio di Milano | Novalis/AVC                                                                                           |
| 2002             | Ferdinand Ries | Ferdinand Ries – Sinfonien 4 und 6 | Howard Griffiths                  | | CPO                                                                                                   |
| 2002             | Linard Bardill Fortunat Frölich | Geschichten und Lieder aus „Luege was der Mond so macht“                                                                                                 | Fortunat Frölich                  | | Sound Service                                                                                         |
| 2002             | Mozart | Quodlibet – selten Gehörtes von Mozart | Howard Griffiths                  | | Philips                                                                                               |
| 2002             | Ignaz Pleyel | Symphonies: Symphonie in D-Dur op. 3/1; Sinfonia Concertante in F-Dur; Symphonie in F-Dur op. 27                                                         | Howard Griffiths                  | Jakub Dzialak (Violine) Riccardo Bovino (Klavier) | CPO                                                                                                   |
| 2003             | Benjamin Britten | Saint Nicolas (op. 42); Variations on a Theme of Frank Bridge (op. 10)                                                                                   | Howard Griffiths                  | Mark Tucker (Tenor) Zürcher Sängerknaben | Claves Records                                                                                        |
| 2003             | Tommaso Albinoni; Bach; Vivaldi | Sharon Isbin plays Baroque Favorites for Guitar | Howard Griffiths                  | Sharon Isbin (Gitarre) | Warner                                                                                                |
| 2003             | Jolanda Steiner | Tino Flautino: Musigmärli vo de Jolanda Steiner | Howard Griffiths                  | Maurice Steger (Blockflöte) | Universal                                                                                             |
| 2003             | György Ligeti Bettina Skrzypczak Paul Hindemith Stefano Gervasoni | Régy Magyar társas tàncok; Phototaxis; 5 Stücke für Streichorchester op.44 Nr. 4; Un leggero ritorno di cielo                                            | Howard Griffiths                  | | Internationale Balzan Foundation (Jubiläumskonzert aus Anlass des 50. Todesjahres von Eugenio Balzan) |
| 2003             | Ferdinand Ries | Ferdinand Ries – Sinfonien 7 und 8 | Howard Griffiths                  | | CPO                                                                                                   |
| 2004             | Michael Haydn Joseph Haydn Johann Nepomuk Hummel Mozart | Gábor Boldoczki plays M. Haydn, J. Haydn, W. A. Mozart, J. N. Hummel                                                                                     | Howard Griffiths                  | Gábor Boldoczki (Trompete) | Sony Music                                                                                            |
| 2004             | Mozart | Fazil Say Mozart: Klavierkonzerte Nr. 12, 21 und 23 | Howard Griffiths                  | Fazil Say (Klavier) | Naive classique                                                                                       |
| 2004             | Othmar Schoeck | Erwin und Elmire, Gesänge zu dem Singspiel von Goethe (op. 25)                                                                                           | Howard Griffiths                  | Jeannette Fischer (Elmire) Mareike Schellenberger (Olympia) Tino Brütsch (Erwin) Hans Christoph (Gernardo) | CPO                                                                                                   |
| 2004             | Dimitri Schostakowitsch | Sinfonie Nr. 14 g-Moll (op. 135) | Howard Griffiths                  | Stephanie Friede (Sopran) Pavel Daniluk (Bass) | ZKO (CD zur Buchreihe Frequenzen)                                                                     |
| 2005             | Johann Michael Haydn | Geistliche Musik von Michael Haydn | Howard Griffiths                  | Zürcher Sängerknaben | AVC                                                                                                   |
| 2005             | Bach; Benjamin Britten; Joseph Haydn; Paul Huber; Marin Marais; Heinz Marti; Frank Martin; Mozart; Ferdinand Ries; Othmar Schoeck; Igor Strawinsky; Franz von Suppè; Antonio Vivaldi | 60 Jahre ZKO | Edmond de Stoutz/Howard Griffiths | Arturo Benedetti Michelangeli, Fazil Say und Güher und Süher Pekinel (Klavier) Eduard Brunner (Klarinette) Wen-Sinn Yang (Violoncello) Zbigniew Czapczynski (Violine) Edita Gruberova (Sopran) Maurice Steger (Blockflöte) Markus Flückiger (Schwyzerörgeli) Zürcher Konzertchor, Zürcher Sängerknaben | ZKO                                                                                                   |
| 2005             | Raffaele d’Alessandro; Antonín Dvořák; Camille Saint-Saëns; Robert Schumann; Johann Strauss; Jolanda Steiner                                                                         | Karneval vo de Kuscheltier. Ein musikalisches Märchen nach der Musik von Camille Saint-Saëns von und mit Jolanda Steiner                                 | Howard Griffiths                  | Ferhan und Ferzan Önder (Klavier) Adrienne Soos und Ivo Haag (Klavier) | Universal                                                                                             |
| 2005             | Ferdinand Ries; Tschaikowsky; Vivaldi | Concerto V F-Dur (op. 10, 5); Serenade für Streichorchester C-Dur (op. 48); Sinfonie Nr. 7, A-Dur (op. 181)                                              | Howard Griffiths                  | Maurice Steger (Blockflöte) | ZKO                                                                                                   |
| 2005             | Bach | Bach – Klavierkonzerte: Konzerte c-Moll (BWV 1062); C-Dur (BWV 1061); d-Moll (BWV 1063); c-Moll (BWV 1060)                                               | Howard Griffiths                  | Güher und Süher Pekinel (Klavier) | Warner classics                                                                                       |
| 2006             | Jean-Baptiste Lully; Johann Joseph Fux | Concerto alla Turca: Marche pour la cérémonie des Turques; Turcaria für Orchester K331                                                                   | Howard Griffiths                  | Burhan Öçal (Perkussion) | Universal                                                                                             |

### Ära Muhai Tang (2006–2011)
| Erscheinungsjahr | Komponisten                                             | Titel/Werke | Dirigent         | Solisten/Mitwirkende                                                        | Produzent/Anmerkungen           |
| ---------------- | ------------------------------------------------------- | --- | ---------------- | --------------------------------------------------------------------------- | ------------------------------- |
| 2006             | Mozart; Jacques Ibert; Frank Martin; Heitor Villa-Lobos | Hommage à Mozart: Symphonie Nr. 1 in Es-Dur; Symphonie Nr. 41 in C-Dur; Hommage à Mozart; Ouverture en hommage à Mozart; Sinfonietta Nr. 1 in B-Dur „in memoria de Mozart“                                  | Muhai Tang       |                                                                             | Philips                         |
| 2007             | Fabian Müller                                           | Konzert für Klavier und Streichorchester; Labyrinth für Streichorchester; Suite für Violoncello und Streichorchester; Lied des Einsamen; Hommage für Dag Hammarskjöld für Alt-Saxophon und Streichorchester | Ruben Gazarian   | Harry White (Saxophon) Pi-Chin Chien (Violoncello) Adrian Oetiker (Klavier) | Migros (Serie Musiques Suisses) |
| 2011             | Dimitri Shostakovich; Gideon Lewensohn                  | Dimitri Shostakovich | Ariel Zuckermann | Gilad Karni, Viola                                                          | Sony                            |
| 2011             | Antonio Rosetti                                         | Antonio Rosetti; Oboe Concertos/Symphonies | Johannes Moesus  | Kurt Meier (Oboe)                                                           | CPO                             |
| 2011             | Diverse.                                                | Die wilden Schwäne. Ein Märchen frei nach Hans Christian Andersen | Jochen Rieder    | Sandra Studer (Erzählerin)                                                  | Universal                       |

### Ära Sir Roger Norrington (2011–2015)
| Erscheinungsjahr | Komponisten | Titel/Werke | Dirigent             | Solisten/Mitwirkende                                                                                  | Produzent/Anmerkungen |
| ---------------- | --- | --- | -------------------- | --- | --------------------- |
| 2011             | Johann Sebastian Bach; Carl Philipp Emanuel Bach; Johann Christian Bach | Bach & Sons: Klavierkonzert Nr. 1 in d-Moll (BWV 1052); Klavierkonzert Nr. 2 in E-Dur (BWV 1053); Klavierkonzert in E-Dur (Wq 14); Klavierkonzert in E-Dur op. 7 Nr. 5 | Sir Roger Norrington | Sebastian Knauer (Klavier)                                                                            | Edel                  |
| 2013             | Johannes Brahms Edvard Grieg Mozart Robert Schumann Franz Schubert Fabian Müller | Serenade – Songs for Clarinet | Willi Zimmermann     | Fabio Di Càsola (Klarinette) Willi Zimmermann (Violine) Ryszard Groblewski (Viola da Gamba)           | Sony                  |
| 2013             | Georg Friedrich Händel | Messiah | Werner Erhardt       | Roberta Invernizzi (Sopran) Sonja Prina (Alt) Julian Prégardien (Tenor) Kay Stiefermann (Bassbariton) | ZKO                   |
| 2013             | Beethoven; Haydn; Mozart | Vienna 1789: Klavierkonzert Nr. 27 in B-Dur; Klaviersonate in Es-Dur Hob. XVI:49; Klavierkonzert Nr. 2 in B-Dur op. 19:II                                              | Sir Roger Norrington | Sebastian Knauer (Klavier)                                                                            | Edel                  |
| 2013             | Igor Strawinsky | Suite – Histoire du Soldat; Dumbarton Oaks, Danses concertantes | Sir Roger Norrington | | Sony                  |
| 2014             | Bach | Klavierkonzerte BWV 1052-1058 |                      | Yorck Kronenberg (Klavier)                                                                            | Genuin classics       |
| 2014             | Mozart | Serenade Nr. 5 (KV 204); Divertimento Nr. 10 (KV 247) „Lodronische Nachtmusik“                                                                                         | Sir Roger Norrington | | Sony                  |
| 2015             | Tommaso Albinoni; Johann Sebastian Bach; César Franck; Charles Gounod; Johann Sebastian Händel; Johann von Herbeck; Felix Mendelssohn Bartholdy; Wolfgang Amadeus Mozart; Johann Pachelbel; Franz Schubert | Ave Maria, Rejoice, Hallelujah | Alphons von Aarburg  | Jonah Schenkel (Sopran) Zürcher Sängerknaben                                                          | Tudor                 |
| 2015             | Haydn | The Paris symphonies: Symphonie Nr. 87, 85, 83, 84, 86, 82 | Sir Roger Norrington | | Sony                  |

### Willi Zimmermann (2015–2016)
| Erscheinungsjahr | Komponisten                                                             | Titel/Werke | Dirigent                          | Solisten                                                               | Produzent |
| ---------------- | ----------------------------------------------------------------------- | --- | --------------------------------- | ---------------------------------------------------------------------- | --------- |
| 2016             | Carl Philipp Emanuel Bach; Johann Christian Bach; Johann Sebastian Bach | Bach & Sons 2: Cembalokonzert Nr. 4 in A_Dur (BWV 1055); Cembalokonzert Nr. 5 in f-Moll (BWV 1056); Concerto für Flöte, Violine und Cembalo (BWV 1044); Concerto in f-Moll; Concerto in G-Dur Wq. 43 Nr. 5 | Willi Zimmermann (Konzertmeister) | Sebastian Knauer (Klavier) Daniel Hope (Violine) Philipp Jundt (Flöte) | Edel      |

### Ära Daniel Hope (ab 2016)
| Erscheinungsjahr | Komponisten | Titel/Werke | Dirigent       | Solisten/Mitwirkende | Produzent/Anmerkungen                                                                                    |
| ---------------- | --- | --- | -------------- | --- | --- |
| 2016             | Arash Safaian | Überbach: Konzerte für Klavier, Vibrafon und Kammerorchester Nr. 1-5 |                | Sebastian Knauer (Klavier) Pascal Schumacher (Vibraphon) | Edel (Gewinner Echo Klassik 2017)                                                                        |
| 2017             | Antonio Vivaldi; Nils Frahm; Jean-Philippe Rameau; Max Richter; Aphex Twin; Peter Illjitsch Tschaikowsky; Robert Schumann; Kurt Weill; Johann Melchior Molter; Bach; Johannes Brahms | For Seasons: Le Quattro Stagioni; Ambre; Danses des Sauvages; Spring 1; Avril 14th; Amazing Grace; June; Am leuchtenden Sommermorgen; Led doutes d’août; September Song; Concerto pastorale – Aria II; Aria «Bete aber auch dabei»; Wintermezzo; Guten Abend, gut’ Nacht                                                                                                 | Daniel Hope    | Daniel Hope (Violine) Anna Lucia Richter (Sopran) Chilly Gonzales und Jacques Ammon (Klavier) Jane Berthe (Harfe) Claudio Bohórquez (Cello) Dom Bouffard (Electric Guitar) Naoki Kitaya (Orgel) | Deutsche Grammophon (Gewinner Echo Klassik 2017)                                                         |
| 2018             | Christoph Willibald Gluck; Haydn; Mozart; Josef Mysliveček; Johann Peter Salomon | Journey to Mozart: Dance of the Furies; Concerto for Violin and Orchestra in G major; Larghetto from Concerto for Violin and Orchestra in D major; Concerto for Violin and Orchestra No. 3 in G major (KV 216); Adagio for Violin and Orchestra in E major (KV 261); Romance for Violin and Strings in D major; «Alla turca» from Piano Sonata No.11 in A major (KV 331) | Daniel Hope    | | Deutsche Grammophon (3 Wochen in den offiziellen deutschen Albumcharts)                                  |
| 2019             | Diego Baldenweg mit Nora Baldenweg & Lionel Baldenweg | Zwingli - Original Motion Picture Soundtrack | André Bellmont | Daniel Hope (Violine) Willi Zimmermann (Konzertmeister) Larissa Bretscher (Sopran) Tobias Willi (Orgel)                                                                                         | Great Garbo Music Nominiert für den World Soundtrack Award (Public Choice) für "Best Score of the Year". |
| 2020             | Peter Tschaikowski, Edward Elgar, W. A. Mozart | Serenade | Daniel Hope    | | Deutsche Grammophon                                                                                      |
| 2021             | Remo Giazotto, Bechara El-Khoury, Danny Bay u. a. | Hope | Daniel Hope    | Patrick Messina, Jacques Ammon, Ensemble Amarcord, Thomas Hampson u. a. | Deutsche Grammophon                                                                                      |
| 2022             | George Gershwin, Sam Cook, Leonard Bernstein, Florence Price, Aaron Copland, Duke Ellington u. a.                                                                                    | America. Daniel Hope | Daniel Hope    | Marcus Roberts Trio, Joy Danalane, Sylvia Theresa, Joscho Stephqn, Alexander Ponet, Daniel Hope                                                                                                 | Deutsche Grammophon                                                                                      |

## Radioaufnahmen
| Aufnahmedatum    | Komponist                                                                                                  | Werk | Titel | Mitwirkende |
| ---------------- | --- | --- | --- | --- |
| 2. Juli 1953     | Paul Müller-Zürich                                                                                         | Sinfonia II für Flöte und Streichorchester | 1. Allegro energico – 2. Molto tranquilo – 3. Allegro vivace | Edmond de Stoutz André Jaunet                                                                                              |
| 29. Sep. 1953    | William Boyce                                                                                              | Sinfonie Nr. 2 A-Dur | 1. Allegro assai. – 2. Andante. – 3. Presto | Edmond de Stoutz |
| 29. Sep. 1953    | Peter Mieg                                                                                                 | Concerto da camera für Streichorchester, Klavier und Pauken | Concerto da camera für Streichorchester, Klavier und Pauken | Edmond de Stoutz Rudolf am Bach Robert Haenggeli                                                                           |
| 12. Apr. 1957    | Wladimir Vogel                                                                                             | Goethe-Aphorismen für Sopran und Streichorchester | Goethe-Aphorismen für Sopran und Streichorchester | Edmond de Stoutz Ilse Wallenstein                                                                                          |
| 12. Jan. 1961    | Ernst Widmer                                                                                               | Hommages à Frank Martin, Béla Bartok et Igor Strawinsky für Oboe, Streichorchester und Pauken ad libitum | Hommages à Frank Martin, Béla Bartok et Igor Strawinsky für Oboe, Streichorchester und Pauken ad libitum | Edmond de Stoutz André Lardrot                                                                                             |
| 17. Nov. 1966    | Jean Balissat                                                                                              | Sinfonietta für Streichorchester | 1. Largamente – Allegro moderato ma deciso. – 2. Scherzo. – 3. Adagio espressivo. – 4. Finale (Vivo) | Edmond de Stoutz |
| 8. März 1967     | Othmar Schoeck                                                                                             | Sommernacht. Pastorales Intermezzo für Streichorchester | | Edmond de Stoutz |
| 8. März 1967     | Othmar Schoeck                                                                                             | Konzert für Violoncello und Streichorchester | | Edmond de Stoutz Claude Starck                                                                                             |
| 8. März 1967     | Othmar Schoeck                                                                                             | Suite für Streichorchester As-Dur | | Edmond de Stoutz |
| 26./27. Mai 1968 | Arthur Furer                                                                                               | Fantasie für Klavier und Orchester | | Edmond de Stoutz Urs Peter Schneider                                                                                       |
| 26./27. Mai 1968 | Paul Müller-Zürich                                                                                         | Sonate für Streichorchester | Allegro vivo – Canzona (Andante tranquillo) – Vivace non troppo | Edmond de Stoutz Urs Peter Schneider                                                                                       |
| 26. Mai 1968     | Robert Suter                                                                                               | Fantasia für Klarinette, Harfe und 16 Solostreicher | | Edmond de Stoutz Ursula Holliger Hans Rudolf Stalder                                                                       |
| 26. Mai 1968     | Ernst Widmer                                                                                               | Concerto da Camera. Konzert für Violine und Streichorchester | | Edmond de Stoutz Ulrich Lehmann                                                                                            |
| 27. Mai 1968     | Ernst Widmer                                                                                               | Concerto da Camera. Konzert für Violine und Streichorchester | | Edmond de Stoutz Urs Peter Schneider                                                                                       |
| 4. Dez. 1972     | Georges Bizet                                                                                              | Sinfonie C-Dur | | Edmond de Stoutz |
| 4. Dez. 1972     | Wolfgang Amadeus Mozart                                                                                    | Konzert für Klavier und Orchester Nr. 25 C-Dur (KV 503) | | Edmond de Stoutz Martha Argerich                                                                                           |
| 9. Dez. 1972     | Othmar Schoeck                                                                                             | Suite für Streichorchester As-Dur | | Edmond de Stoutz |
| 11. Apr. 1973    | Paul Müller-Zürich                                                                                         | Sonate für Streichorchester | Allegro vivo – Canzona (Andante tranquillo) – Vivace non troppo | Edmond de Stoutz |
| 12. Juni 1973    | Frank Martin                                                                                               | Ballade für Altsaxophon, Streichorchester, Klavier und Pauken | | Edmond de Stoutz Edmond Cohanier                                                                                           |
| 2. März 1975     | Claude Debussy                                                                                             | Petite suite für Klavier zu 4 Händen (Lesure 65) | | Edmond de Stoutz |
| 2. März 1975     | Joseph Haydn                                                                                               | Arie der Giannina für Singstimme und Orchester [aus: Oreste. Oper]. – Rezitativ und Arie des Oreste für Singstimme und Orchester [aus: Oreste. Oper]. | | Edmond de Stoutz Teresa Berganza                                                                                           |
| 2. März 1975     | Claudio Monteverdi; Antonio Vivaldi; Georg Friedrich Händel                                                | [3 Arien für Singstimme und Orchester:] Disprezzata Regina [aus: L’Incoronazione di Poppea. Oper]. – Aria del Vagante [aus: Judith Triomphante. Oper]. – Verdi prati [aus: Alcina. Oper]                                                                                           | | Edmond de Stoutz Teresa Berganza                                                                                           |
| 2. März 1975     | Dieter Schnebel                                                                                            | Analysis für Saiteninstrumente und Schlagzeug | | Edmond de Stoutz |
| 21. Dez. 1975    | Johann Sebastian Bach                                                                                      | Ich bin vergnügt mit meinem Glücke. Kantate am Sonntag Septuagesimae für Sopran, Chor und Orchester (BWV 84) | | Edmond de Stoutz Zürcher Konzertchor Elisabeth Speiser Michael Kuhn                                                        |
| 21. Dez. 1975    | Johann Sebastian Bach                                                                                      | Lobet den Herrn, alle Heiden. Motette zu 4 Stimmen (BWV 230) | | Edmond de Stoutz Zürcher Konzertchor                                                                                       |
| 21. Dez. 1975    | John Dunstable                                                                                             | Magnificat für Chor a cappella | | Edmond de Stoutz Zürcher Konzertchor                                                                                       |
| 21. Dez. 1975    | Francesco Onofrio Manfredini                                                                               | Concerto grosso C-Dur. Pastorale per il santissimo natale | | Edmond de Stoutz Zürcher Konzertchor                                                                                       |
| 21. Dez. 1975    | Paul Müller-Zürich                                                                                         | Sinfonie Nr. 2 | 2. Satz | Edmond de Stoutz Zürcher Konzertchor Raymond Meyland                                                                       |
| 21. Dez. 1975    | Franz Xaver Richter                                                                                        | Sinfonie Nr. 1 | Andante | Edmond de Stoutz Zürcher Konzertchor                                                                                       |
| 5. Apr. 1977     | Ludwig van Beethoven                                                                                       | Konzert für Klavier und Orchester Nr. 1 C-Dur | | Edmond de Stoutz |
| 5. Apr. 1977     | Georges Bizet; Ernest Guiraud                                                                              | L’Arlésienne. Suite für Orchester Nr. 1 und Nr. 2 | | Edmond de Stoutz |
| 5. Apr. 1977     | Gabriel Fauré                                                                                              | Ballade für Klavier und Orchester Fis-Dur | | Edmond de Stoutz |
| 18. Mai 1982     | Éric Gaudibert                                                                                             | Divertimento für Streichorchester | | Edmond de Stoutz |
| 13. Juni 1990    | Gustav Mahler                                                                                              | Lieder eines fahrenden Gesellen, für Bariton und Orchester (Fassung für Kammerorchester von Arnold Schönberg) | 1. Wenn mein Schatz Hochzeit macht – 2. Ging heut’ morgen übers Feld – 3. Ich hab’ ein glühend Messer – 4. Die zwei blauen Augen von meinem Schatz | Edmond de Stoutz Wolfgang Holzmair                                                                                         |
| 13. Juni 1990    | Carl Rütti; Gottfried Keller                                                                               | Sommernacht, für Streichorchester und gemischten Chor, nach Gottfried Keller | (Es wallt das Korn weit in die Runde...) | Edmond de Stoutz Zürcher Konzertchor                                                                                       |
| 13. Juni 1990    | Othmar Schoeck                                                                                             | Sommernacht. Pastorales Intermezzo für Streichorchester, D-Dur, nach dem Gedicht von Gottfried Keller | | Edmond de Stoutz |
| 28. Jan. 1993    | Antonín Dvořák                                                                                             | (aus:) 8 Walzer für Klavier (B 101) | 1. A-Dur (Moderato). – 3. E-Dur (Poco allegro). – 5. g-moll (Allegro). – 6. F-Dur (Allegro). – 7. d-moll (Allegro). – 8. Es-Dur (Allegro vivace) | Edmond de Stoutz |
| 12. Dez. 1993    | Luigi Boccherini                                                                                           | Symphonie d-moll. „La casa del diavolo“ (G 506) | Andante sostenuto / Allegro assai – Andantino con moto – Andante sostenuto / Allegro con moto (L’Enfer) | Christof Escher |
| 12. Dez. 1993    | Wolfgang Amadeus Mozart                                                                                    | Sinfonie Nr. 29, A-Dur (KV 201/186a) | 1. Allegro moderato. – 2. Andante. – 3. Menuetto – Trio. – 4. Allegro con spirito | Christof Escher |
| 12. Dez. 1993    | Louis Spohr                                                                                                | Konzert für Violine und Orchester Nr. 9, d-moll | Allegro – Adagio – Rondo: Allegro | Christof Escher Ulf Hoelscher                                                                                              |
| 30. Sep. 1997    | Johann Sebastian Bach                                                                                      | (aus:) Partita für Violine solo, Nr. 3, E-Dur (BMV 1006) | 2. Loure [Zugabe] | Howard Griffiths Raphaël Oleg                                                                                              |
| 30. Sep. 1997    | Max Bruch                                                                                                  | Konzert für Violine und Orchester, Nr. 1, g-moll | | Howard Griffiths Raphaël Oleg                                                                                              |
| 30. Sep. 1997    | Ferdinand Ries                                                                                             | Sinfonie Nr. 5, d-moll | | Howard Griffiths |
| 30. Sep. 1997    | Franz Schubert                                                                                             | (aus:) Die Zauberharfe. Zauberspiel mit Musik in 3 Akten (D 644) | Ouverture (Andante – Allegro vivace) | Howard Griffiths |
| 11. März 1998    | Willy Burkhard                                                                                             | Konzert für Streichorchester | 1. Allegro | Howard Griffiths |
| 11. März 1998    | Willy Burkhard                                                                                             | Concertino für Violoncello und Streichorchester | 1. Allegretto con moto | Howard Griffiths Patrick Demenga                                                                                           |
| 11. März 1998    | Willy Burkhard                                                                                             | Toccata für Streichorchester | 1. Präludium: Molto liberamente (Incominciando un poco largamente) | Howard Griffiths |
| 14. Apr. 1998    | Franz Schubert                                                                                             | Sinfonie Nr. 5, B-Dur (D 644) | 1. Allegro | Howard Griffiths |
| 14. Apr. 1998    | Robert Schumann                                                                                            | Konzert für Violoncello und Orchester, a-moll | 1. Nicht zu schnell [attacca:] | Howard Griffiths Mischa Maisky                                                                                             |
| 14. Apr. 1998    | Peter Wettstein                                                                                            | Blaue Stunde, für 21 Streichinstrumente | | Howard Griffiths |
| 21. Dez. 1998    | Franz Xaver Wolfgang Mozart                                                                                | Konzert für Klavier und Orcher, Nr. 1, C-Dur | 1. Allegro maestoso | Howard Griffiths Pascal Rogé                                                                                               |
| 21. Dez. 1998    | Leopold Mozart                                                                                             | Sinfonie, D-Dur | 1. Allegro molto [attacca] | Howard Griffiths |
| 21. Dez. 1998    | Wolfgang Amadeus Mozart                                                                                    | Messe für Soli, Chor und Orchester, C-Dur. Krönung (KV 317) | 1. Kyrie | Howard Griffiths Daniel Hellmann, Raphael Höhn, Hans-Jürg Rickenbacher, René Koch Zürcher Sängerknaben Alphons von Aarburg |
| 11. Feb. 1999    | Othmar Schoeck                                                                                             | Streichquartett Nr. 2, C-Dur | | Howard Griffiths |
| 11. Feb. 1999    | Meinrad Schütter                                                                                           | Konzert für Klavier und Orchester | | Howard Griffiths Antoine Rebstein                                                                                          |
| 8. Okt. 1999     | Benjamin Britten                                                                                           | (aus:) Variationen über ein Thema von Frank Bridge, für Streichorchester | 5. Aria italiana [1. Zugabe] | Howard Griffiths |
| 8. Okt. 1999     | Joseph Haydn                                                                                               | Sinfonie Nr. 49, f-moll. La passione (Hob I/49) | 1. Adagio. – 2. Allegro di molto. – 3. Menuett. – 4. Finale (Presto) | Howard Griffiths |
| 8. Okt. 1999     | Rudolf Kelterborn                                                                                          | Passions-Musik, für Streichorchester | | Howard Griffiths |
| 8. Okt. 1999     | Frank Martin                                                                                               | Pavane couleur du temps, für kleines Orchester | | Howard Griffiths |
| 8. Okt. 1999     | Wolfgang Amadeus Mozart                                                                                    | Konzert für 2 Klaviere und Orchester, Es-Dur (KV 365/316a) | 1. Allegro. – 2. Andante. – 3. Rondeaux (Allegro) | Howard Griffiths Yaara Tal Andreas Groethuysen                                                                             |
| 8. Okt. 1999     | Johann Strauss (Sohn); Josef Strauss                                                                       | Pizzicato-Polka, für Orchester | | Howard Griffiths |
| 27. Okt. 1999    | Christoph Stiefel                                                                                          | Konzert für Klavier, Streichorchester und Perkussion | | Howard Griffiths Peter Waters Jacqueline Ott Gilbert Paeffgen                                                              |
| 17. Dez. 1999    | Joseph Haydn                                                                                               | Messe für Soli, Chor und Orchester, B-Dur. Theresien (Hob XXII/12) | 1. Kyrie | Howard Griffiths Ursula Rytz Trinca Mojca Vedernjak Alain Bertschy Martin Snell Zürcher Konzertchor André Fischer          |
| 17. Dez. 1999    | Leopold Kozeluch                                                                                           | Sinfonie, g-moll | 1. Allegro | Howard Griffiths |
| 17. Dez. 1999    | Giuseppe Tartini                                                                                           | Konzert für Trompete und Orchester, D-Dur | 1. Allegro moderato | Howard Griffiths Giuliano Sommerhalder                                                                                     |
| 13. Apr. 2000    | Roland Moser                                                                                               | Pas de deux imaginaire, für Streichorchester | | Howard Griffiths |
| 13. Apr. 2000    | Othmar Schoeck                                                                                             | Streichquartett Nr. 2, C-Dur | 1. Grave, non troppo lento – Allegro grazioso; 2. Allegretto tranquillo; 3. Scherzo (Allegro); 4. Lento; 5. Presto | Howard Griffiths |
| 13. Apr. 2000    | Othmar Schoeck                                                                                             | Konzert für Horn und Orchester, d-moll | 1. Lebhaft, energisch bewegt, 2. Ruhig fliessend, 3. Rondo, äusserst schnell und leicht | Howard Griffiths Thomas Müller                                                                                             |
| 13. Apr. 2000    | Othmar Schoeck                                                                                             | Konzert für Horn und Orchester, d-moll | | Howard Griffiths Thomas Müller                                                                                             |
| 15. Juni 2000    | Arnold Alder                                                                                               | (aus:) Säntis-Suite, für Streichorchester | Endspurt [Zugabe] | Howard Griffiths |
| 15. Juni 2000    | Jean Daetwyler                                                                                             | Konzert für Alphorn, Flöte, Streichorchester und Schlagzeug | | Howard Griffiths Matthias Ziegler Matthias Kofmehl                                                                         |
| 15. Juni 2000    | Hans Huber                                                                                                 | Konzert für Hackbrett und Streichorchester | | Howard Griffiths Zürcher Kammerorchester Benno Bernet                                                                      |
| 15. Juni 2000    | Heinz Marti                                                                                                | Muotathaler Nachtmusik, für Streichorchester und Schwyzerörgeli | | Howard Griffiths Markus Flückiger                                                                                          |
| 17. Sep. 2000    | Wolfgang Amadeus Mozart                                                                                    | Konzert für Violine und Orchester, Nr. 1, B-Dur (KV 207) | 1. Allegro moderato – 2. Adagio – 3. Presto | Howard Griffiths Renaud Capuçon                                                                                            |
| 17. Sep. 2000    | Wolfgang Amadeus Mozart                                                                                    | Konzert für Violine und Orchester, Nr. 2, D-Dur (KV 211) | 1. Allegro moderato – 2. Andante – 3. Rondeau (Allegro) | Howard Griffiths Mira Tujakbajewa                                                                                          |
| 17. Sep. 2000    | Wolfgang Amadeus Mozart                                                                                    | Konzert für Violine und Orchester, Nr. 5, A-Dur (KV 219) | 1. Allegro aperto – 2. Adagio – 3. Rondeau (Tempo di Menuetto) | Howard Griffiths Brigitte Lang                                                                                             |
| 20. Sep. 2000    | Wolfgang Amadeus Mozart                                                                                    | Konzert für Violine und Orchester, Nr. 4, D-Dur (KV 218) | 1. Allegro – 2. Andante cantabile – 3. rondeau (Andante grazioso) | Howard Griffiths Mila Georgieva                                                                                            |
| 20. Sep. 2000    | Wolfgang Amadeus Mozart                                                                                    | Sinfonie Nr. 29, A-Dur (KV 201/186a) | 1. Allegro moderato – 2. Andante – 3. Menuetto – Trio – 4. Allegro con spirito | Howard Griffiths |
| 20. Sep. 2000    | Wolfgang Amadeus Mozart                                                                                    | Konzert für Violine und Orchester, Nr. 3, G-Dur (KV 216) | 1. Allegro – 2. Adagio – 3. Rondeau (Allegro) | Howard Griffiths Jennifer Koh                                                                                              |
| 6. Nov. 2000     | Rolf Urs Ringger                                                                                           | Steps in the night, für Streichorchester und Röhrenglocken | | Howard Griffiths |
| 9. März 2001     | Christoph Delz                                                                                             | 2 Nocturnes für Kammerorchester und Klavier | 1. Anton von Weberns letzte Zigarre – 2. Andante ritardando | Jan Schultsz Karl-Andreas Kolly                                                                                            |
| 9. März 2001     | Christoph Delz                                                                                             | Streichquartett | | Michaelis Gebauer Hiroko Takehara Frauke Tometten Molino Silvia Rohner Geiser                                              |
| 10. Mai 2001     | Thomas Adès                                                                                                | The origin of the harp, für Orchester | | Howard Griffiths |
| 10. Mai 2001     | Wolfgang Amadeus Mozart                                                                                    | Konzert für 2 Klaviere und Orchester, Es-Dur (KV 365/316a) | 1. Allegro. – 2. Andante. – 3. Rondeaux (Allegro) | Howard Griffiths Güher und Süher Pekinel                                                                                   |
| 10. Mai 2001     | Wolfgang Amadeus Mozart                                                                                    | Konzert für 3 Klaviere und Orchester, F-Dur. Lodron (KV 242) | 1. Allegro. – 2. Adagio. – Rondeau (Tempo di Menuetto) | Howard Griffiths Güher und Süher Pekinel                                                                                   |
| 11. Mai 2001     | Wolfgang Amadeus Mozart                                                                                    | Konzert für Klavier und Orchester, Nr. 11, F-Dur (KV 413/387a) | 1. Allegro. – 2. Larghetto. – 3. Tempo di Menuetto | Howard Griffiths Fazil Say                                                                                                 |
| 11. Mai 2001     | Wolfgang Amadeus Mozart                                                                                    | Konzert für Klavier und Orchester, Nr. 8, C-Dur. Lützow (KV 246) | 1. Allegro aperto. – 2. Andante. – 3. Rondeau (Tempo di Menuetto) | Howard Griffiths Vanessa Benelli                                                                                           |
| 11. Mai 2001     | Wolfgang Amadeus Mozart                                                                                    | Konzert für Klavier und Orchester, Nr. 12, A-Dur (KV 414/385p) | 1. Allegro. – 2. Andante. – 3. Allegretto | Howard Griffiths Fazil Say                                                                                                 |
| 20. Jan. 2002    | Aaron Copland                                                                                              | Konzert für Klarinette und Orchester | Slowly and expressively – Rather fast | Howard Griffiths Sabine Meyer                                                                                              |
| 20. Jan. 2002    | Charles Ives                                                                                               | Washington’s birthday, für kleines Orchester | | Howard Griffiths |
| 20. Jan. 2002    | Pyotr Ilyich Tchaikovsky                                                                                   | Sextett für 2 Violinen, 2 Violas und 2 Violoncelli, d-moll. Souvenir de Florence | 1. Allegro con spirito. – 2. Adagio cantabile. – 3. Allegretto moderato. – 4. Allegro vivace | Howard Griffiths |
| 25. Mai 2002     | Joseph Haydn                                                                                               | Sinfonie Nr. 104, D-Dur. Salomon. Londoner Nr. 7 (Hob I/104) | 2. Andante | Howard Griffiths |
| 25. Mai 2002     | Joseph Haydn                                                                                               | Konzert für Violoncello und Orchester, C-Dur (Hob VIIb/1) | | Howard Griffiths Thomas Demenga                                                                                            |
| 25. Mai 2002     | Joseph Haydn                                                                                               | Konzert für Violoncello und Orchester, C-Dur (Hob VIIb/1) | 3. Finale. Allegro molto | Howard Griffiths Thomas Demenga                                                                                            |
| 25. Mai 2002     | Joseph Haydn                                                                                               | Sinfonie Nr. 104, D-Dur. Salomon. Londoner Nr. 7 (Hob I/104) | | Howard Griffiths |
| 25. Mai 2002     | Joseph Haydn                                                                                               | (aus:) Sinfonie Nr. 60, C-Dur. Il distratto (Hob I/60) | (aus:) 6. Finale (Prestissimo) [Zugabe] | Howard Griffiths |
| 25. Mai 2002     | Joseph Haydn                                                                                               | Konzert für Violoncello und Orchester, C-Dur (Hob VIIb/1) | 1. Moderato – 2. Adagio | Howard Griffiths Thomas Demenga                                                                                            |
| 25. Mai 2002     | Martin Schlumpf                                                                                            | Waves. Konzert für Violoncello, Streichorchester, Trompete und Elektronik | | Howard Griffiths Thomas Demenga                                                                                            |
| 4. Sep. 2002     | Wolfgang Amadeus Mozart                                                                                    | Galimathias musicum. Quodlibet für Orchester (KV 32) | | Howard Griffiths |
| 4. Sep. 2002     | Wolfgang Amadeus Mozart                                                                                    | Sinfonie Nr. 1, Es-Dur (KV 16) | 1. Molto allegro. – 2. Andante. – 3. Presto | Howard Griffiths |
| 4. Sep. 2002     | Ernst Pfiffner                                                                                             | Biblische Szene, für Singstimme und Orchester | | Howard Griffiths Sylvia Nopper                                                                                             |
| 4. Sep. 2002     | Dmitry Shostakovich                                                                                        | (aus:) Das goldene Zeitalter. Ballett in 3 Akten | Polka [Zugabe] | Howard Griffiths |
| 4. Sep. 2002     | Robert Suter                                                                                               | Aria, für Streichorchester | | Howard Griffiths |
| 12. Nov. 2002    | Charles Ives                                                                                               | Halloween, für Orchester | Halloween (Sinclair 71) | Howard Griffiths |
| 12. Nov. 2002    | Luigi Boccherini                                                                                           | Sinfonie, d-moll. La casa del diavolo (Gérard 506) | 1. Andante sostenuto – Allegro. – 2. Andantino con moto. – 3. Allegro con molto | Howard Griffiths |
| 12. Nov. 2002    | HK Gruber; Hans Carl Artmann                                                                               | Frankenstein. Ein Pandämonium für Stimme und Orchester | 1. Zueignung – Fräulein Dracula. – 2. Goldfinger und Bond – Django – Unhold. – 3. Ein Mi-Ma-Monsterchen. – 4. Fanfare – Intermezzo. – 5. Frankenstein. – 6. Rattenlied und Crusoelied. – 7. Herr Supermann. – 8 Finale (Ein Mann mit grünen Haaren – Batman und Robin – Im Parke, wo die Unholde weilen – Litanei – Grüss Gott, grüss Gott, Herr Frankenstein – Grete Müllers Abschied – Fanfare – Epilog) | Howard Griffiths HK Gruber                                                                                                 |
| 12. Nov. 2002    | Kurt Schwertsik                                                                                            | Draculas Haus- und Hofmusik. Transsylvanische Sinfonie, für Streichorchester | 1. Tagelied: Er übt auf der Geige (Quasi improvisando) – 2. Nachtstück: Erdirigiert Fledermäuse und Werwölfe (Andante conmoto, Agitato) – 3. Morgengrauen grauen: Er ergötzt sich an Veränderungen seines Grabliedes (Molto tranquillo) – 4. Abendlied: Ein Trinklied beflügelt ihn (Allegro ma non troppo)                                                                                                | Howard Griffiths |
| 19. Sep. 2003    | Joseph Haydn                                                                                               | (aus:) Sinfonie Nr. 49, f-moll. La passione (Hob I/49) | 3. Menuetto – Trio. – 4. Finale (Presto) | Kerstin Bögner |
| 19. Sep. 2003    | Joseph Haydn                                                                                               | (aus:) Sinfonie Nr. 49, f-moll. La passione (Hob I/49) | 1. Adagio. – 2. Allegro di molto | Felicitas Gadient |
| 19. Sep. 2003    | Igor Stravinsky                                                                                            | Konzert für Kammerorchester, Es-Dur. Dumbarton Oaks | 1. Tempo giusto. – 2. Allegretto. – 3. Con moto | Kevin Griffiths |
| 19. Sep. 2003    | Wolfgang Amadeus Mozart                                                                                    | Konzert für Flöte und Orchester, Nr. 1, G-Dur (KV 313/285c) | 1. Allegro maestoso. – 2. Adagio ma non troppo. – 3. Rondeau (Tempo di minuetto) | Gildas Harnois Patrick Gallois                                                                                             |
| 19. Sep. 2003    | Peter Wettstein                                                                                            | Pierre de lune, für Saxophon und 21 Streichinstrumente | | Günter Wallner Camenisch Raphael                                                                                           |
| 24. Sep. 2003    | Johannes Brahms                                                                                            | Sextett für 2 Violinen, 2 Violas und 2 Violoncelli, Nr. 1, B-Dur | 1. Allegro ma non troppo. – 2. Andante ma moderato. – 3. Scherzo (Allegro molto). – 4. Rondo (Poco allegretto e grazioso) | Howard Griffiths |
| 24. Sep. 2003    | Stefano Gervasoni                                                                                          | Un leggero ritorno di cielo, für Streichorchester | | Howard Griffiths |
| 24. Sep. 2003    | Paul Hindemith                                                                                             | 5 Stücke für Streichorchester [(aus:) Schulwerk] | Langsam. – Langsam – Schnell. – Lebhaft. – Sehr lebhaft. – Lebhaft | Howard Griffiths |
| 24. Sep. 2003    | György Ligeti                                                                                              | Alte ungarische Gesellschaftstänze, für Flöte, Klarinette und Streichorchester | | Howard Griffiths |
| 24. Sep. 2003    | Bettina Skrzypczak                                                                                         | Phototaxis, für Streichorchester | | Howard Griffiths |
| 17. Apr. 2004    | Wolfgang Amadeus Mozart                                                                                    | Sinfonie Nr. 39, Es-Dur (KV 543) | 1. Adagio – Allegro. – 2. Andante con moto. – 3. Menuetto (Allegretto). – 4. Finale (Allegro) | Heinrich Schiff |
| 17. Apr. 2004    | Ernst Toch                                                                                                 | Konzert für Violoncello und Kammerorchester | 1. Allegro assai moderato. – 2. Agitato. – 3. Adagio. – 4. Allegro vivace | Heinrich Schiff Christian Poltéra                                                                                          |
| 17. Apr. 2004    | Antonio Vivaldi                                                                                            | Konzert für 2 Violoncelli und Orchester, g-moll (RV 531) | 1. Allegro. – 2. Largo. – 3. Allegro | Heinrich Schiff Christian Poltéra                                                                                          |
| 15. Jan. 2005    | Karl Amadeus Hartmann                                                                                      | Sinfonie Nr. 4 | 1. Lento assai con passione. – 2. Allegro di molto, risoluto. – 3. Adagio appassionato | Howard Griffiths |
| 15. Jan. 2005    | Wolfgang Amadeus Mozart                                                                                    | (aus:) Lucio Silla. Dramma per musica in 3 Akten (KV 135) | Ouvertüre | Howard Griffiths |
| 15. Jan. 2005    | Wolfgang Amadeus Mozart                                                                                    | Konzert für Klavier und Orchester, Nr. 21, C-Dur (KV 467) | 1. Allegro maestoso. – 2. Andante. – 3. Allegro vivace assai appassionato | Howard Griffiths Fazil Say                                                                                                 |
| 23. Mai 2005     | Karl Amadeus Hartmann                                                                                      | Kammerkonzert für Klarinette, Streichquartett und Streichorchester | 1. Introduktion. – 2. Tanzvariationen (Einleitung. – Thema. – Variationen I – VI) | Muhai Tang Carmina-Quartett Matthias Enderle Susanne Frank Wendy Champney Stephan Goerner Fabio Di Càsola                  |
| 23. Mai 2005     | Felix Mendelssohn                                                                                          | Oktett für 4 Violinen, 2 Violas und 2 Violoncelli, Es-Dur | 1. Allegro moderato ma con fuoco. – 2. Andante. – 3. Scherzo (Allegro leggierissimo). – 4. Presto | Muhai Tang |
| 23. Mai 2005     | Peter Mieg                                                                                                 | Triple concerto dans le goût italien, für Violine, Viola, Violoncello und Streichorchester | 1. Alla breve. – 2. Andante. – 3. Vivace | Muhai Tang Carmina-Quartett / Memb Matthias Enderle Wendy Champney Stephan Goerner                                         |
| 3. Juni 2005     | Ludwig van Beethoven                                                                                       | Fantasie für Klavier, Chor und Orchester, c-moll. Chorfantasie | Adagio – Finale (Allegro) – Allegretto – Allegro molto – Adagio ma non troppo – Marcia assai vivace – Allegretto ma non troppo quasi Andante con moto – Presto | Howard Griffiths Fazil Say Akademischer Chor, Zürich                                                                       |
| 3. Juni 2005     | Aaron Copland                                                                                              | Happy Birthday | Happy Birthday [Zugabe] | Howard Griffiths Akademisches Orchester, Zürich                                                                            |
| 3. Juni 2005     | Wolfgang Amadeus Mozart                                                                                    | Sinfonie Nr. 31, D-Dur. Pariser (KV 297/300a) | 1. Allegro assai, 2. Andante, 3. Allegro | Howard Griffiths |
| 3. Juni 2005     | Maurice Ravel                                                                                              | Boléro. Ballett | Tempo di bolero (Moderato assai) | Howard Griffiths Akademisches Orchester, Zürich                                                                            |
| 3. Juni 2005     | Fazil Say                                                                                                  | Konzert für Klavier und Orchester, Nr. 4. Rhythmen und Relativität | | Howard Griffiths Fazil Say                                                                                                 |
| 29. März 2006    | Wolfgang Amadeus Mozart                                                                                    | Konzert für Violine und Orchester, Nr. 5, A-Dur (KV 219) | 1. Allegro aperto. – 2. Adagio – 3. Rondeau (Tempo di Minuetto) | Howard Griffiths Janine Jansen                                                                                             |
| 29. März 2006    | Ernst Pfiffner                                                                                             | Agitato e tranquillo, für Streichorchester. Diptyque | Agitato e tranquillo | Howard Griffiths |
| 29. März 2006    | Rolf Urs Ringger                                                                                           | Il mio sonno è sognare, für Streichorchester, Harfe und Schlagzeug | | Howard Griffiths |
| 29. März 2006    | Josef Suk                                                                                                  | Serenade für Streichorchester, Es-Dur | 1. Andante con moto. – 2. Allegro ma non troppo e grazioso. – 3. Adagio. – 4. Allegro giocoso, ma non troppo presto | Howard Griffiths |
| 3. Juli 2006     | Witold Lutosławski; Federico García Lorca; Guillaume Apollinaire; Wilhelm Küchelbecker; Rainer Maria Rilke | Sinfonie Nr. 14, für Sopran, Bass, Streichorchester und Schlagzeug | 1. de profundis (Adagio). – 2. Malagueña (Allegretto). – 3. Loreley (Allegro molto – Adagio). – 4. Der Selbstmord (Adagio). – 5. auf Wacht (Allegretto). – 6. Madame, schauen Sie (Adagio). – 7. Im Kerker der Santé (Adagio). – 8. Antwort der Zuaporoger Kosaken an den Sultan von Konstantinopel (Allegro). – 9. An Delwig (Andante). – 10. Der Tod des Dichters (Largo). – 11. Schlussstück (Moderato) | Howard Griffiths Julia Sukmanova Feodor Kuznetsov                                                                          |
| 3. Juli 2006     | Wolfgang Amadeus Mozart                                                                                    | Konzert für 2 Klaviere und Orchester, Es-Dur (KV 365/316a) | 1. Allegro. – 2. Andante. – 3. Rondeau (Allegro) | Howard Griffiths Güher und Sühel Pekinel                                                                                   |
| 10. März 2008    | Wolfgang Amadeus Mozart                                                                                    | Konzert für Klavier und Orchester Nr. 12 A-Dur (KV 414/385p) | | Muhai Tang Martin Helmchen                                                                                                 |
| 10. März 2008    | Rodolphe Schacher                                                                                          | Apparitions für Streichorchester | | Muhai Tang |
| 7. Juni 2010     | Felix Mendelssohn                                                                                          | Das Märchen von der schönen Melusine. Ouvertüre F-Dur | Allegro con moto | Muhai Tang |
| 7. Juni 2010     | Camille Saint-Saëns                                                                                        | Konzert für Klavier und Orchester Nr. 2 g-Moll | | Muhai Tang Fazil Say |
| 7. Juni 2010     | Igor Stravinsky                                                                                            | Konzert für Kammerorchester Es-Dur. Dumbarton Oaks | | Muhai Tang |
| 26. Juni 2012    | Wolfgang Amadeus Mozart                                                                                    | Konzert für Klavier und Orchester Nr. 27 B-Dur (KV 595) | | Roger Norrington Ragna Schirmer                                                                                            |
| 26. Juni 2012    | Wolfgang Amadeus Mozart                                                                                    | Serenade für Orchester D-Dur (KV 204/213a) | Serenade für Orchester D-Dur | Roger Norrington |
| 26. Juni 2012    | Igor Stravinsky                                                                                            | Konzert für Streichorchester D-Dur. Basler Concerto (White 84) | | Roger Norrington |
| 15. Okt. 2013    | Johannes Brahms; Robert Schumann; Franz Schubert; Fabian Müller                                            | Gestillte Sehnsucht. – Herzeleid. – Versunken. Lied-Transkriptionen für Klarinette und Streichorchester | | Willi Zimmermann Fabio Di Càsola                                                                                           |
| 15. Okt. 2013    | Wolfgang Amadeus Mozart; Franz Schubert; Edvard Grieg; Fabian Müller                                       | Abendempfindung. – Du bist die Ruh. – Solveigs Lied. Lied-Transkriptionen für Klarinette und Streichorchester | | Willi Zimmermann Fabio Di Càsola                                                                                           |
| 15. Okt. 2013    | Wolfgang Amadeus Mozart                                                                                    | Divertimento für Streichorchester D-Dur (KV 136/125a) | | Willi Zimmermann |
| 15. Okt. 2013    | Franz Schubert; Robert Schumann; Wolfgang Amadeus Mozart; Johannes Brahms; Fabian Müller                   | Ständchen (Schubert). – Leise flehen meine Lieder (Schubert). – Die Blume der Ergebung (Schumann). – Der Zauberer (Mozart). – Nacht und Träume (Schubert). – Feldeinsamkeit (Brahms). – Widmung (Schumann).- Mondnacht (Schumann). Bearbeitung für Klarinette und Streichorchester | Ständchen (Schubert). – Leise flehen meine Lieder (Schubert). – Die Blume der Ergebung (Schumann). – Der Zauberer (Mozart). – Nacht und Träume (Schubert). – Feldeinsamkeit (Brahms). – Widmung (Schumann).- Mondnacht (Schumann). Bearbeitung für Klarinette und Streichorchester | Willi Zimmermann Fabio Di Càsola                                                                                           |
| 15. Okt. 2013    | Carl Maria von Weber                                                                                       | Quintett für Klarinette, 2 Violinen, Viola und Violoncello B-Dur (Jähns 182) | Quintett für Klarinette, 2 Violinen, Viola und Violoncello B-Dur | Willi Zimmermann Fabio Di Càsola                                                                                           |
| 4. März 2014     | Jean-Baptiste Arban                                                                                        | Thema und Variationen zu Le Carnaval de Venise für Kornett | Thema und Variationen zu Le Carnaval de Venise für Kornett | Anu Tali Sergei Nakarjakov                                                                                                 |
| 4. März 2014     | Johann Sebastian Bach                                                                                      | Suite für Orchester Nr. 3 D-Dur. Ouvertüre (BWV 1068) | 2. Air | Anu Tali Sergei Nakariakov                                                                                                 |
| 4. März 2014     | Joseph Haydn                                                                                               | Konzert für Violoncello und Orchester C-Dur (Hob VIIb/1) | | Anu Tali Sergei Nakariakov                                                                                                 |
| 4. März 2014     | Tonu Korvits                                                                                               | Elegies of Thule für Streichorchester | | Anu Tali |
| 4. März 2014     | Arvo Pärt                                                                                                  | Sinfonie Nr. 4. Los Angeles | | Anu Tali |
| 9. Dez. 2014     | Johann Sebastian Bach                                                                                      | Konzert für Cembalo D-Dur 16 Konzerte nach verschiedenen Meistern (BWV 972) | | Willi Zimmermann Tine Thing Helseth                                                                                        |
| 9. Dez. 2014     | Edvard Grieg                                                                                               | 25 Norwegische Volkslieder und Tänze für Klavier | 22. Kuhreigen | Willi Zimmermann Tine Thing Helseth                                                                                        |
| 9. Dez. 2014     | Edvard Grieg                                                                                               | 2 Elegische Melodien für Streichorchester: 2. Letzter Frühling. – 25 Norwegische Volkslieder und Tänze für Klavier: 18. Humoristischer Tanz | | Willi Zimmermann Tine Thing Helseth                                                                                        |
| 9. Dez. 2014     | Georg Friedrich Händel                                                                                     | Concerto grosso d-Moll (HWV 328) | | Willi Zimmermann |
| 9. Dez. 2014     | Rudolf Kelterborn                                                                                          | Contraddizioni für Streichtrio und Streichorchester | | Willi Zimmermann |
| 9. Dez. 2014     | Antonín Dvořák                                                                                             | Serenade für Streichorchester E-Dur (B 52) | | Willi Zimmermann |
| 26. Jan. 2016    | Ludwig van Beethoven                                                                                       | Sinfonie Nr. 3 Es-Dur. Eroica | | Roger Norrington |
| 26. Jan. 2016    | Ludwig van Beethoven                                                                                       | Konzert für Klavier und Orchester Nr. 5 Es-Dur. Emperor | | Roger Norrington Oliver Schnyder                                                                                           |
| 1. März 2016     | Wolfgang Amadeus Mozart                                                                                    | Konzert für Klavier und Orchester Nr. 20 d-Moll (KV 466) | | Willi Zimmermann Jan Lisiecki                                                                                              |
| 1. März 2016     | Wolfgang Amadeus Mozart                                                                                    | Konzert für Klavier und Orchester Nr. 21 C-Dur (KV 467) | | Willi Zimmermann Jan Lisiecki                                                                                              |
| 1. März 2016     | Fabian Müller                                                                                              | Canto für Streichorchester | Canto für Streichorchester | Willi Zimmermann |
| 1. März 2016     | Franz Schubert                                                                                             | Sinfonie Nr. 5 B-Dur (D 485) | | Willi Zimmermann |

## Soundtrack
- 2006: Vitus. Regie: Fredi M. Murer, Schweiz [Live-Tonaufnahme Klavierkonzert a-Moll op. 54 von Robert Schumann].[6]
- 2017: Daniel Hope – der Klang des Lebens. Regie: Nahuel Lopez, Deutschland [Live-Tonaufnahmen].[7]
- 2019: Zwingli. Regie: Stefan Haupt. Musik: Diego Baldenweg mit Nora Baldenweg & Lionel Baldenweg, Schweiz [Einspielung des gesamten Soundtracks].[8]